# Олевська районна рада
Оле́вська райо́нна ра́да — орган місцевого самоврядування Олевського району Житомирської області. Розміщується в місті Олевськ, адміністративному центрі району.

## VII скликання

### Склад ради
Загальний склад ради: 34 депутати.
Виборчий бар'єр на чергових місцевих виборах 2015 року подолали місцеві організації семи політичних партій. По сім депутатських місць отримали Радикальна партія Олега Ляшка та БПП «Солідарність», «Опозиційний блок» — 6, Всеукраїнське об'єднання «Батьківщина» — 5 мандатів, Народно-демократична партія — 4, Українська народна партія — 3 та «Ліва опозиція» («Нова держава») — 2 депутати.
При районній раді утворені чотири постійні депутатські комісії:
- з питань бюджету та комунальної власності;
- з соціальних питань, промисловості, будівництва, транспорту та житлово-комунального господарства;
- з питань агропромислового комплексу, екології, земельних відносин та розвитку села;
- з питань регламенту, депутатської етики та забезпечення діяльності депутатів, законності, правопорядку і прав людини.

### Керівництво
22 грудня 2015 року, на 4-му засіданні першої сесії Олевської районної ради VII скликання, головою ради обрали представника БПП «Солідарність» Віктора Троца. Заступником став депутат від Народно-демократичної партії Олександр Ковальчук.

## Колишні голови ради
- Харченко Микола Андрійович — 2010—2015 роки[3]